# Walk on the Wild Side (film)
Wild on the Wild Side is een Amerikaanse dramafilm uit 1962 onder regie van Edward Dmytryk. Hij is gebaseerd op de roman A Walk on the Wild Side (1956) van de Amerikaanse auteur Nelson Algren.

## Verhaal
Dove Linkhorn is een arme boer uit Texas die tijdens de Grote Depressie naar Louisiana gaat om er zijn oude liefde Hallie Gerard terug te vinden. Onderweg leert hij Kitty Twist kennen. Als Dove zijn geliefde uiteindelijk aantreft in een bordeel in New Orleans, overreedt hij haar om met hem mee te komen. Bordeelhoudster Jo Courtney weigert evenwel haar ontslag te aanvaarden.

## Rolverdeling
| Acteur           | Personage          |
| ---------------- | ------------------ |
| Laurence Harvey  | Dove Linkhorn      |
| Capucine         | Hallie Gerard      |
| Jane Fonda       | Kitty Twist        |
| Anne Baxter      | Teresina Vidaverri |
| Barbara Stanwyck | Jo Courtney        |
| Joanna Moore     | Miss Precious      |
| Richard Rust     | Oliver             |